# 紹爾河 (白季薩河支流)
紹爾河（烏克蘭語：Щаул），是烏克蘭的河流，位於該國西部外喀爾巴阡州，屬於白季薩河的支流，流經拉希夫區，河道全長17公里，流域面積63.3平方公里。